# Debub Mirab Shewa
Debub Mirab Shewa är en zon i Etiopien.   Den ligger i regionen Oromia, i den centrala delen av landet, 70 km sydväst om huvudstaden Addis Abeba.